# Conamblys punctatissimus
Conamblys punctatissimus là một loài bọ cánh cứng trong họ Cerambycidae.